# 光叶糙毛草
光叶糙毛草（学名：Roegneria hirsuta var. leiophylla）为禾本科鹅观草属下的一个变种。